# Octoxinol 9
Octoxinol 9 (INN) ist ein p-tert-Octylphenol-Derivat mit einer Polyethylenglycol-Seitenkette aus 9 bis 10 Ethylenoxid-Einheiten. Es ist ein nichtionisches Tensid aus der Gruppe der Octylphenolethoxylate. Markennamen aus dieser Reihe sind unter anderem Triton X-100 und Nonidet P40.

## Eigenschaften
Octoxinol 9 kann das Schmelzverhalten von DNA-Doppelsträngen verändern. Aufgrund der aromatischen Struktur absorbiert es UV-Licht und kann bei photometrischen Bestimmungen unter Verwendung von UV-Licht das Ergebnis verfälschen.

## Verwendung
Octoxinol 9 findet als Detergens Anwendung in der Biochemie. Da es Proteine im Gegensatz zu SDS nicht denaturiert, wird es bei der Proteinreinigung benutzt, um Membranproteine in ihrer nativen Konformation aus Membranen herauszulösen.
Es wird auch zur Virusinaktivierung von behüllten Viren nach dem Solvent-Detergent-Verfahren verwendet.
Octoxinol 9 wird als Ersatzsubstanz für das Spermizid Nonoxinol 9 und als pharmazeutischer Hilfsstoff verwendet.

## Regulierung
Die Stoffgruppe „4-(1,1,3,3-Tetramethylbutyl)phenol ethoxyliert“, zu der auch Octoxinol 9 gehört, wirkt estrogen und zählt zu den endokrinen Disruptoren. 2012 wurde sie nach Artikel 57 f der REACH-Verordnung in die Liste der besonders besorgniserregenden Stoffe aufgenommen, 2017 ins Verzeichnis der zulassungspflichtigen Stoffe. In der Schweiz unterliegt die Verwendung von Octoxinol 9 einer Beschränkung für Octylphenol-Ethoxylate.